# Obecně prospěšná společnost
Obecně prospěšná společnost (zkratka o. p. s.) je spolu se spolky, ústavy, nadacemi a nadačními fondy a evidovanými právnickými osobami církví a náboženských společností jednou z právních forem nestátních neziskových organizací[zdroj⁠?!] v České republice. Činnost obecně prospěšných společností byla upravena zákonem o obecně prospěšných společnostech č. 248/1995 Sb., který byl k 1. lednu 2014 zrušen novým občanským zákoníkem. Pokud ale u nějaké obecně prospěšné společnosti nedojde k transformaci na ústav, nadaci nebo nadační fond, řídí se tímto zákonem i nadále.
Účelem obecně prospěšné společnosti je poskytování obecně prospěšných služeb uvedených v zakládací listině. Obecně prospěšná společnost vznikala dnem zápisu do rejstříku obecně prospěšných společností vedeným příslušným soudem, zakladateli o. p. s. mohly být fyzické i právnické osoby. Obecně prospěšná společnost může vlastním jménem podnikat v rámci tzv. doplňkové činnosti, případný zisk musí být použit na poskytování obecně prospěšných služeb, pro které byla obecně prospěšná společnost založena. V červnu 2010 bylo v České republice registrováno 1 888 obecně prospěšných společností.

## Změny související s novým občanským zákoníkem 2012

### Ústav
Nový občanský zákoník z roku 2012, účinný od 1. ledna 2014, zavedl jako nový typ právnické osoby ústav. Název ústavu musí obsahovat dodatek „zapsaný ústav“ či zkratku „z. ú.“ Jeho právní úprava připomíná o. p. s., a to zejména tím, že může být založen jen za účelem provozování společensky nebo hospodářsky užitečné činnosti. 

### Status veřejné prospěšnosti
Nový občanský zákoník také původně v § 146–150 zavedl nový institut „veřejné prospěšnosti“, který je nezávislý na právní formě organizace, tj. tento status může deklarovat i například spolek a podle některých výkladů i obchodní společnost, pokud splňuje zákonem stanovené podmínky (dosahování obecného blaha, bezúhonnost rozhodujících osob, nabytí majetku z poctivých zdrojů a jeho hospodárné využívání k veřejně prospěšnému účelu), avšak z žádné právní formy (ani o. p. s. ani ústavu) neplyne automaticky. Občanský zákoník ani jiný zákon však dosud neupravuje, jaké výhody by měly z tohoto statusu plynout. Komentář Sagitu předpokládal, že by to mělo být například daňové zvýhodnění darů pro takovou organizaci. Podmínky pro zápis tohoto atributu do příslušných rejstříků právnických osob měl upravit zvláštní zákon o statusu veřejné prospěšnosti, jehož návrh mělo ministerstvo spravedlnosti připravený ještě před účinností nového občanského zákoníku a občanský zákoník se na něj odvolával, avšak po schválení vládou i sněmovnou jej senát 12. září 2013 zamítl. V reakci na to pak byly § 147 až 150 zákonem č. 303/2017 Sb. zrušeny a od roku 2018 tak již občanský zákoník obsahuje pouze § 146, který jen obecně definuje, že veřejně prospěšnou je ta právnická osoba, jejímž posláním je přispívat k dosahování obecného blaha, ovšem za podmínky, že na její rozhodování mají vliv jen bezúhonné osoby, nabyla majetek z poctivých zdrojů a hospodárně využívá své jmění k veřejně prospěšnému účelu. 

### Transformace občanských sdružení
Zákon č. 68/2013 Sb., o změně právní formy občanského sdružení na obecně prospěšnou společnost, nabyl účinnosti již dne 1. 4. 2013 a umožnil tak občanským sdružením uniknout před novým občanským zákoníkem do této právní formy, o níž se předem předpokládalo, že zůstane právně zakonzervována, tedy že od roku 2014 již nebude možné s ní spojená práva omezit. Tato změna právní formy pro občanská sdružení byla doporučována pod vlivem výkladu, že spolky, v něž se jinak občanská sdružení automaticky změnila, mají oproti občanským sdružením omezené možnosti poskytovat služby veřejnosti, tedy svým nečlenům.

### Postavení obecně prospěšných společností
Obecně prospěšné společnosti jako samostatná právní forma už nemohou od 1. ledna 2014 nově vznikat. 
Občanský zákoník v § 3050 umožňuje obecně prospěšné společnosti transformovat na ústav, nadaci nebo nadační fond, avšak nestanoví pro tuto přeměnu žádnou lhůtu ani nestanoví žádné sankce pro obecně prospěšné společnosti, které se netransformují. Občanský zákoník v § 3050 stanoví, že „práva a povinnosti obecně prospěšných společností se i nadále řídí dosavadními právními předpisy“, ale zároveň v závěrečných ustanoveních (§ 3080 body 163 a 164) ruší zákon č. 248/1995 Sb., o obecně prospěšných společnostech. Tato situace, kdy zákon pro určitou skupinu subjektů výslovně stanovuje závaznost jinak neplatného zákona, znamená, že obecně prospěšné společnosti „budou fungovat i nadále a budou se řídit posledním stavem zákona o obecně prospěšných společnostech z roku 2011“, přičemž tento zrušený zákon se ale již nedá novelizovat. Toto intertemporální ustanovení se týká jen obecně prospěšných společností, které byly založeny a zároveň registrovány do konce roku 2013, nové už tedy zakládány být nemohou. Kromě zákona o obecně prospěšných společnostech se poměry takových společností i nadále řídí zrušeným občanským nebo obchodním zákoníkem, ale jejich vztahy navenek vůči odlišným subjektům (např. uzavírání smluv) se řídí už novým občanským zákoníkem.